# Henning Schmitz
Henning Schmitz (ur. 26 grudnia 1953 w Niemczech) – członek zespołu Kraftwerk grającego muzykę elektroniczną, wymieniany jako jeden z inżynierów dźwięku w Kling Klang Studio.

## Życiorys
Ukończył Akademię Muzyczną w Düsseldorfie, gdzie w 1980 r. uzyskał dyplom inżyniera dźwięku. Wykłada w Robert-Schumann-Institut w Düsseldorfie.
Pełnoprawnym członkiem Kraftwerk został w 1991 r., gdzie na scenie zastąpił Fernando Abrantesa. Wymieniony jako współautor muzyki na płycie EXPO 2000. W 2002 r. zaangażował się w projekt Secret Server.